# 15811 Nüsslein-Volhard
15811 Nüsslein-Volhard eller 1994 ND1 är en huvudbältesasteroid som upptäcktes av den tyska astronomen Freimut Börngen vid Karl Schwarzschild-observatoriet i Tautenburg i Tyskland. Den har en omloppstid på 2098,169985060 dygn.
Asteroiden är uppkallad efter den tyska biologen och genetikern Christiane Nüsslein-Volhard, som har studerat utvecklingen av flugsläktet Drosophila och erhöll Nobelpriset i fysiologi eller medicin år 1995 för sin historiska upptäckt av de grundläggande genetiska mekanismerna som styr embriogenezon.
Tisserands parameter på Jupiter är 3,150.